# پیمان (فیلم ۱۳۳۹)
پیمان فیلمی به کارگردانی و نویسندگی مهدی رئیس فیروز محصول سال ۱۳۳۹ است. فیلم پیمان در سال ۱۳۴۶ با فیلم‌برداری صحنه‌های جدید و صدابرداری مجدد با عنوان پیمان دوستی دوباره اکران شد.

## خلاصه داستان
حمید (غلامعلی روانبخش) تصمیم دارد به دلیل فقر و نداری خود را در رود کارون غرق کند. او منصرف می‌شود و جوان فقیری به نام منصور (علی تابش) او را به زندگی امیدوار می‌کند. آن دو پیمان می‌بندند که در هر وضع و موقعیتی به یکدیگر مساعدت کنند و دست هم را بگیرند. هر دو به تهران می‌روند، و حمید آرزو می‌کند که صاحب آکاردئونی بشود. شب هنگام، که حمید در خواب است، منصور برای ربودن آکاردئونی به مغازه ای می‌رود و دستگیر و به شش ماه حبس محکوم می‌شود. حمید که گمان می‌کند منصور او را ترک کرده سر راه زن هوس بازی به نام نسرین (ژاله علو) قرار می‌گیرد. نسرین به حمید پناه می‌دهد و چندی بعد با او ازدواج می‌کند. منصور از زندان آزاد می‌شود و حمید را می‌یابد. اما حمید پیمانی را که در ایام فقر و نداری با او بسته فراموش می‌کند و به خواست نسرین او را طرد می‌کند. منصور با خوانندهٔ ولگردی به نام گلی / معصومه (مهین دیهیم) آشنا می‌شود و با او ازدواج می‌کند. در روزهایی که نسرین به حمید خیانت می‌کند و با دوستش بیژن (بیک خان) به عیاشی می‌پردازد، گلی و منصور با رخت شویی و آب حوض کشی امرار معاش می‌کنند، تا این که با یافتن کیف پولی که به صاحبش بازمی‌گرداند و دریافت مژدگانی مغازهٔ کوچکی دایر می‌کنند، و به تدریج به کارشان رونق می‌دهند. بیژن باعث می‌شود که یک پای حمید در اسکی بشکند و در بیمارستان آن را قطع کنند. نسرین شوهرش را از خانه بیرون می‌کند، و مدتی بعد خود نیز به افلاس می‌افتد. حمید سر راه منصور قرار می‌گیرد و به او پناه می‌دهد. مدتی بعد منصور با نسرین رو به رو می‌شود و او را سراغ شوهرش می‌فرستد.

## بازیگران
اسامی بازیگران فیلم پیمان دوستی به شکل* و ترتیب نمایش در عنوان‌بندی آغازین فیلم :
1. ژاله [علو] به نقش نسرین
2. [علی] تابش به نقش منصور
3. [غلامعلی] روانبخش به نقش حمید
4. [ابراهیم] بیک‌خان به نقش بیژن
5. [حسن] رضایی
6. غیاثوند
7. عشقی
8. بختیار
9. رؤیا
10. توفیق
11. قدرت
12. وفا کیش
13. قاسم
14. مهین دیهیم به نقش گلی/معصومه

* اسامی داخل کروشه در عنوان بندی و یا پوستر درج نشده‌اند، به معنی که این بازیگران در زمان خود به این نامها شهرت داشته‌اند.

## موسیقی فیلم[۱][۳]
- آهنگسازان: مجید وفادار و اسفندیار منفرد‌زاده
- شاعران: بامداد، ناصر رستگارنژاد و نظام فاطمی
- خوانندگان: غلامعلی روانبخش و ایرج

## عوامل فیلم[۱][۳]
گروه تهیه و تولید
- تهیه‌کننده: شاهرخ رفیع
- مدیر تهیه: جمشید

گروه فیلم‌برداری
- مدیر فیلم‌برداری: [ناصر] رفعت

تبلیغ نمایش نخست فیلم پیمان در روزنامه‌ی اطلاعات ۲۸ دی ۱۳۳۹

- فیلم‌بردار: خانی (مهدی اميرقاسم خانی)
- فیلم‌بردار: واهاک (وارطانیان)
- دستیار فیلم‌بردار: آراكل باباخانيان

گروه صدا
- صدابردار: فرامرز رسولی
- دستیار صدابردار: علی مهانی

دکور و گریم: علی‌زمان دلپذیر
چاپ و لابراتوار: غلامعلی ناظری
رقص: نادیا و ناهید (رقاص خارجی)
* اسامی داخل کروشه و پرانتز در عنوان بندی و یا پوستر درج نشده‌اند، به معنی که این هنرمندان در زمان خود به این نامها شهرت داشته‌اند.

## نمایش فیلم
فیلم پیمان برای بار نخست در تاریخ چهارشنبه ۲۸ دی ۱۳۳۹ خورشیدی در ۴ سینمای ایران، دیانا، میامی، ایران و پارک در تهران به نمایش درآمد.  این فیلم  جایگزین فیلم کی به کیه در سینماهای ایران، دیانا و ایران شد.
فیلم پیمان، پس از ۱۲ روز نمایش در تهران، در تاریخ سه‌شنبه ۱۱ بهمن ۱۳۳۹ جای خود را به فیلم فرشته فراری (گرجی عبادیا) در سینماهای فوق داد. 